# Drzewa (album Gadabit)
Drzewa – drugi album krakowskiego tercetu hip-hopowego Gadabit, wydany 30 października 2015 nakładem firmy For Tune. Na płycie znajduje się 20 utworów hip-hopowych przeplatanych wpływami innych stylistyk – muzyki klasycznej, reggae, jazzu, bluesa, muzyki ludowej. Gościnnie na albumie udzielają się m.in. pianista jazzowy Kuba Płużek, mezzosopranistka Magda Niedbała czy piosenkarka folkowa Joanna Słowińska i pionier polskiego hip-hopu DJ Feel-X. Singlem promującym płytę został utwór „Energia”.

## Lista utworów
1. Intro feat. DJ Feel-X
2. Rozwój
3. Dom feat. Wiśnia
4. Historia feat. DJ Feel-X
5. Walcz
6. Batman
7. Energia feat. DJ Feel-X
8. Ludzie feat. Magda Niedbała
9. Drzewa
10. Masztocoś feat. DJ Feel-X
11. Czarno-biało-szare feat. Grem, Dziki, Lekker Luck, Żoołv, DJ Feel-X
12. Usiądź
13. Marsz dzikich plemion feat. Joanna Słowińska
14. Pieprzysz
15. When the Winds Play a Song/Wiatr
16. Robaki feat. Dj Jaroz
17. Spokojnie feat. Jurny Beatbox
18. Luz feat. Kita
19. Dingdong
20. Dziwka feat. Ivan Bezdomny